# Liste der Monuments historiques in Bourg-Blanc
Die Liste der Monuments historiques in Bourg-Blanc führt die Monuments historiques in der französischen Gemeinde Bourg-Blanc auf.

## Liste der Bauwerke
| Bezeichnung                       | Beschreibung              | Standort              | Kennzeichnung | Schutzstatus | Datum | Bild           |
| --------------------------------- | ------------------------- | --------------------- | ------------- | ------------ | ----- | -------------- |
| Glockenturm der Kirche Notre-Dame | Erbaut im 16. Jahrhundert | Rue Notre-Dame (Lage) | PA00089841    | Classé       | 1916  | weitere Bilder |

## Liste der Objekte
- Monuments historiques (Objekte) in Bourg-Blanc in der Base Palissy des französischen Kultusministeriums